# Russisch-Amerikanische Kompagnie

Flagge der Russländisch-Amerikanischen Kompagnie (Version von 1806)

Die Russisch-Amerikanische Kompagnie (RAK), auch Russisch-Amerikanische Handelskompanie oder Russisch-Amerikanische Gesellschaft genannt, war eine halbstaatliche Handelskompanie des Russischen Reiches im 19. Jahrhundert.

## Geschichte
Die Russisch-Amerikanische Kompagnie entstand 1799 als Monopolgesellschaft durch Ukas des russischen Kaisers Paul I. Sie war der Schlusspunkt einer schon seit 1745 einsetzenden Konzentrierung vieler und vor dem Zusammenschluss noch dreier Handelsgesellschaften, die in der Hauptsache Pelzjagden auf den Kurilen, den Aleuten und entlang den Küsten Alaskas betrieben. Als stärkste Aktienhalterin behauptete sich Natalja Alexejewna Schelichowa, die Frau des 1795 verstorbenen Kaufmanns Grigori Iwanowitsch Schelichow. Sie hatte mit Hilfe ihres Schwiegersohnes und Vertrauten am Kaiserhof Nikolai Petrowitsch Resanow ihren anderen Schwiegersohn M. Buldakow als Vorstandsvorsitzenden durchgesetzt. Einer der Vorstandsmitglieder war Efstratios Delarof.
Nach der Satzung von 1799 war die Aktiengesellschaft eine private Pelzhandelsgesellschaft, die von einem Direktorium geleitet wurde. Einer der Direktoriumsvorsitzenden war der Kaufmann Iwan Prokofjew. Das Direktorium berief einen Gouverneur zur Führung der Geschäfte in Russisch-Amerika.
Die Russisch-Amerikanische Kompagnie erhielt zunächst für zwanzig Jahre das Handelsmonopol in Russisch-Amerika, das damals die Aleuten, Alaska und Territorien auf dem nordamerikanischen Festland bis hinunter zum 55. Breitengrad umfasste, dem ungefähren Landungspunkt von Tschirikow 1741 während der 2. Bering-Expedition. Dieses Handelsmonopol konnte alle 20 Jahre erneuert werden. Dadurch wurde nach dem Vorbild der Monopolgesellschaft anderer Kolonialstaaten der Wettbewerb ausgeschaltet und die russischen Ziele in Russisch-Amerika konnten störungsfreier vorangebracht werden. Die Aktieninhaber der Gesellschaft, zu der auch Mitglieder der Kaiserfamilie gehörten, konnten schon nach kurzer Zeit beträchtliche Gewinne erzielen. Die erste Verlängerung des Handelsmonopols, beginnend ab 1821, erweiterte das Gebiet bis hinunter zum 51. Breitengrad. Unter diesem Handelsmonopol ging ein Drittel der Gewinne an das Russische Kaiserreich. Eine Expansion auf die Hawaii-Inseln scheiterte dagegen bereits 1817. In dieser Zeit wurde das Russische Fort auf Kauaʻi erbaut.
Ab den 1820er Jahren schwanden insbesondere durch weitgehende Ausrottung des Seeotters zusehends die Profite aus dem Pelzhandel. Als 1867 Alaska an die USA verkauft wurde (Alaska Purchase), kam auch das kommerzielle Ende für die Russisch-Amerikanische Kompagnie, wenngleich die Gesellschaft formal noch bis zum 1. Januar 1882 weiterexistierte; ihre Aktiva wurden an die in San Francisco ansässige Firma Hutchinson, Kohl & Company verkauft, die diese in Alaska Commercial Company umfirmierte.

## Gouverneure
Liste der Gouverneure der Russisch-Amerikanischen Kompagnie:
| #  | Gouverneur                                    | Von                | Bis                |
| -- | --------------------------------------------- | ------------------ | ------------------ |
| 1  | Alexander Andrejewitsch Baranow (1746–1819)   | 1799               | 11. Januar 1818    |
| 2  | Ludwig von Hagemeister                        | 11. Januar 1818    | 24. Oktober 1818   |
| 3  | Semjon Iwanowitsch Janowski                   | 24. Oktober 1818   | 15. September 1820 |
| 4  | Matwei Iwanowitsch Murawjow (1784–1826)       | 15. September 1820 | 14. Oktober 1825   |
| 5  | Pjotr Jegorowitsch Tschistjakow (1790–1862)   | 14. Oktober 1825   | 1. Juni 1830       |
| 6  | Baron Ferdinand von Wrangel (1797–1870)       | 1. Juni 1830       | 29. Oktober 1835   |
| 7  | Iwan Antonowitsch Kuprejanow (1800–1857)      | 29. Oktober 1835   | 25. Mai 1840       |
| 8  | Adolf Karlowitsch Etolin (1798–1876)          | 25. Mai 1840       | 9. Juli 1845       |
| 9  | Michail Dmitrijewitsch Tebenkow (1802–1872)   | 9. Juli 1845       | 14. Oktober 1850   |
| 10 | Nikola Jakowlewitsch Rosenberg († 1857)       | 14. Oktober 1850   | 31. März 1853      |
| 11 | Alexander Iljitsch Rudakow                    | 31. März 1853      | 22. April 1854     |
| 12 | Stepan Wassiljewitsch Wojewodski († 1884)     | 22. April 1854     | 22. Juni 1859      |
| 13 | Johan Hampus Furuhjelm (1821–1909)            | 22. Juni 1859      | 2. Dezember 1863   |
| 14 | Prinz Dmitri Petrowitsch Maksutow (1832–1889) | 2. Dezember 1863   | 18. Oktober 1867   |